# Rapanea tahitensis
Rapanea tahitensis là một loài thực vật có hoa trong họ Anh thảo. Loài này được (A. Gray) Mez miêu tả khoa học đầu tiên năm 1902.